# ده پاگاه (کازرون)
ده پاگاه (کازرون)، روستایی از توابع بخش جره و بالاده شهرستان کازرون در استان فارس ایران است. این روستا در حاشیه شمالی دریاچه پریشان قرار گرفته است و دارای زمین‌های کشاورزی بسیار حاصل‌خیزی می‌باشد زبان رسمی مردم روستا لری میباشد.

## جمعیت
این روستا در دهستان فامور قرار دارد و بر اساس سرشماری مرکز آمار ایران در سال ۱۳۸۵، جمعیت آن ۸۶۸ نفر (۱۶۶خانوار) بوده‌است.